# Sean Patrick Thomas
Sean Patrick Thomas (Washington, 17 dicembre 1970) è un attore statunitense.
È noto per aver interpretato Derek Reynolds nel film Save the Last Dance e per il ruolo del Detective Temple Page nella serie televisiva The District.

## Biografia
Thomas nasce a Wilmington, Delaware, dagli immigrati dalla Guyana Cheryl, un'analista finanziale per la DuPont, e Carlton Thomas, ingegnere anch'egli impiegato nell'industria chimica DuPont. Thomas, che ha due fratelli più giovani, frequenta l'istituto St. Mary Magdalene passando poi alla Brandywine High School. Inizialmente studia legge Università della Virginia, ma in seguito a delle audizioni per un ruolo nel film A Raisin in the Sun, Thomas cambia idea e decide di frequentare l'Università di New York.

### Carriera
La carriera cinematografica di Thomas inizia nella metà degli anni '90, quando viene scelto per interpretare ruoli secondari in diversi film, tra cui Ipotesi di complotto (1997), Giovani, pazzi e svitati (1998) e Cruel Intentions - Prima regola non innamorarsi (1999). Il primo ruolo da protagonista lo ottiene nel film Save the Last Dance a fianco dell'attrice Julia Stiles. Il film esce nel 2001, ottenendo molti apprezzamenti dal pubblico adolescente. In seguito recita come personaggio secondario nei film La bottega del barbiere e Halloween - La resurrezione entrambi del 2002. Inoltre interpreta il Detective Temple Page in The District, una serie televisiva statunitense trasmessa da CBS dal 2000 al 2004. Nel 2008 appare nel film horror The Burrowers e nel 2009 interpreta Alan Townsend nella serie televisiva Reaper - In missione per il Diavolo. Nella serie tv Lie to Me, realizzata per la Fox, veste i panni di Karl Dupree, agente dei servizi segreti legato sentimentalmente a Ria Torres interpretata dall'attrice americana Monica Raymund. Nel 2009 recita nell'opera teatrale Othello a New York.

### Vita privata
Thomas ha sposato l'attrice Aonika Laurent il 22 aprile 2006 a New Orleans. Originariamente la data del matrimonio era stata fissata per il 5 novembre 2005 ma, in seguito all'arrivo dell'Uragano Katrina, è stata posticipata. I due si sono incontrati per la prima volta ad una festa organizzata da Tim Story, regista di La bottega del barbiere. La coppia ha una figlia, Lola Jolie, nata il 16 maggio 2008 ed un figlio, Luc Laurent, nato il 9 giugno 2010.

## Filmografia

### Cinema
- Il coraggio della verità (Courage Under Fire), regia di Edward Zwick (1996)
- Romantici equivoci (Picture Perfect), regia di Glenn Gordon Caron (1997)
- Ipotesi di complotto (Conspiracy Theory), regia di Richard Donner (1997)
- Giovani, pazzi e svitati (Can't Hardly Wait), regia di Harry Elfont e Deborah Kaplan (1998)
- Graham's Diner, regia di Courtney Byrd (1999)
- Cruel Intentions - Prima regola non innamorarsi (Cruel Intentions), regia di Roger Kumble (1999)
- The Sterling Chase, regia di Tanya Fenmore (1999)
- Dracula's Legacy - Il fascino del male (Dracula 2000), regia di Patrick Lussier (2000)
- Save the Last Dance, regia di Thomas Carter (2001)
- Non è un'altra stupida commedia americana (Not Another Teen Movie), regia di Joel Gallen (2001)
- Halloween - La resurrezione (Halloween: Resurrection), regia di Rick Rosenthal (2002)
- La bottega del barbiere (Barbershop), regia di Tim Story (2002)
- La bottega del barbiere 2 (Barbershop 2: Back in Business), regia di Kevin Rodney Sullivan (2004)
- The Fountain - L'albero della vita (The Fountain), regia di Darren Aronofsky (2006)
- Honeydripper, regia di John Sayles (2007)
- The Burrowers, regia di J.T. Petty (2008)
- Murder on the 13th Floor, regia di Hanelle M. Culpepper (2012)
- Finding Neighbors, regia di Ron Judkins (2013)
- Deep in the Darkness, regia di Colin Theys (2014)
- La bottega del barbiere 3 (Barbershop: The Next Cut), regia di Malcolm D. Lee (2016)
- La Llorona - Le lacrime del male (The Curse of La Llorona), regia di Michael Chaves (2019)
- Macbeth (The Tragedy of Macbeth), regia di Joel Coen (2021)
- Till - Il coraggio di una madre (Till), regia di Chinonye Chukwu (2022)

### Televisione
- New York Undercover - serie TV, episodio 2x22 (1996)
- Push - serie TV, episodio 1x01 (1998)
- The Agency - serie TV, episodio 1x21 (2002)
- Electric Playground - serie TV, episodio 8x06 (2002)
- Static Shock - serie TV, 3 episodi (2000-2003) - voce
- The District - serie TV, 89 episodi (2000-2004)
- A Raisin in the Sun, regia di Kenny Leon - film TV (2008)
- Reaper - In missione per il Diavolo (Reaper) - serie TV, 4 episodi (2009)
- Lie to Me - serie TV, 3 episodi (2009)
- Army Wives - Conflitti del cuore (Army Wives) - serie TV, episodio 4x12 (2010)
- Reed Between the Lines - serie TV, 2 episodi (2011)
- The Selection, regia di Mark Piznarski - film TV (2012)
- Ringer - serie TV, 6 episodi (2012)
- American Horror Story  - serie TV, episodio 2x07 (2012)
- The Selection, regia di Alex Graves - film TV (2013)
- NCIS - Unità anticrimine (NCIS) - serie TV, episodio 16x15 (2019)
- S.W.A.T. - serie TV, episodio 4x06 (2020)
- Reasonable Doubt - serie TV (2022)
- Gen V - serie TV (2023)
- Evil – serie TV, episodio 4x08 (2024)

## Doppiatori italiani
Nelle versioni in italiano delle opere in cui ha recitato, Sean Patrick Thomas è stato doppiato da:
- Fabrizio Vidale in Dracula's Legacy - Il fascino del male, Save the Last Dance, Halloween - La resurrezione, Deep in the darkness, Gen V
- Tony Sansone in La bottega del barbiere, La bottega del barbiere 2, The Fountain - L'albero della vita
- Riccardo Scarafoni in La Llorona - Le lacrime del male, Reasonable Doubt
- Simone Mori in Non è un'altra stupida commedia americana
- Roberto Gammino in Cruel Intentions - Prima regola non innamorarsi
- Davide Marzi ne Il coraggio della verità
- Vittorio De Angelis in Ipotesi di complotto
- Alberto Bognanni in Lie To Me
- Stefano Billi in The District
- Gianluca Cortesi in Criminal Minds
- Simone Crisari in NCIS - Unità anticrimine
- Gianluca Crisafi in The Good Fight
- Ruggero Andreozzi in Till - Il coraggio di una madre
- Ezio Conenna in Cruel Intentions - Prima regola non innamorarsi (ridoppiaggio)